# Thenissey
Thenissey est une commune française située dans le département de la Côte-d'Or en région Bourgogne-Franche-Comté.

## Géographie
Thenissey est situé dans la vallée de l'Oze au nord-ouest de la Côte-d'Or, là où les rivières ont creusé dans le calcaire jurassique du seuil de Bourgogne, des vallées atteignant les marnes du Lias.
À 45 km de Dijon, 15 km de Venarey-les-Laumes, 30 km de Montbard, Thenissey a longtemps été une commune agricole et viticole, pratiquant l'assolement triennal et la vaine pâture. Les bois représentent environ 40 % du finage.

### Climat
Pour des articles plus généraux, voir Climat de la Bourgogne-Franche-Comté et Climat de la Côte-d'Or.
En 2010, le climat de la commune est de type climat des marges montargnardes, selon une étude du Centre national de la recherche scientifique s'appuyant sur une série de données couvrant la période 1971-2000. En 2020, Météo-France publie une typologie des climats de la France métropolitaine dans laquelle la commune est exposée à un climat océanique altéré et est dans la région climatique  Lorraine, plateau de Langres, Morvan, caractérisée par un hiver rude (1,5 °C), des vents modérés et des brouillards fréquents en automne et hiver. 
Pour la période 1971-2000, la température annuelle moyenne est de 9,8 °C, avec une amplitude thermique annuelle de 16,4 °C. Le cumul annuel moyen de précipitations est de 1 012 mm, avec 14,2 jours de précipitations en janvier et 8,8 jours en juillet. Pour la période 1991-2020, la température moyenne annuelle observée sur la station météorologique de Météo-France la plus proche, « Saint-Martin-du-M », sur la commune de Saint-Martin-du-Mont à 14 km à vol d'oiseau, est de 9,9 °C et le cumul annuel moyen de précipitations est de 938,1 mm,. Pour l'avenir, les paramètres climatiques de la commune estimés pour 2050 selon différents scénarios d'émission de gaz à effet de serre sont consultables sur un site dédié publié par Météo-France en novembre 2022.

## Urbanisme

### Typologie
Au 1er janvier 2024, Thenissey est catégorisée commune rurale à habitat dispersé, selon la nouvelle grille communale de densité à 7 niveaux définie par l'Insee en 2022.
Elle est située hors unité urbaine et hors attraction des villes,.

### Occupation des sols
L'occupation des sols de la commune, telle qu'elle ressort de la base de données européenne d’occupation biophysique des sols Corine Land Cover (CLC), est marquée par l'importance des territoires agricoles (55 % en 2018), une proportion sensiblement équivalente à celle de 1990 (55,7 %). La répartition détaillée en 2018 est la suivante : 
forêts (42,2 %), prairies (35 %), terres arables (20 %), zones urbanisées (2,8 %). L'évolution de l’occupation des sols de la commune et de ses infrastructures peut être observée sur les différentes représentations cartographiques du territoire : la carte de Cassini (XVIIIe siècle), la carte d'état-major (1820-1866) et les cartes ou photos aériennes de l'IGN pour la période actuelle (1950 à aujourd'hui).

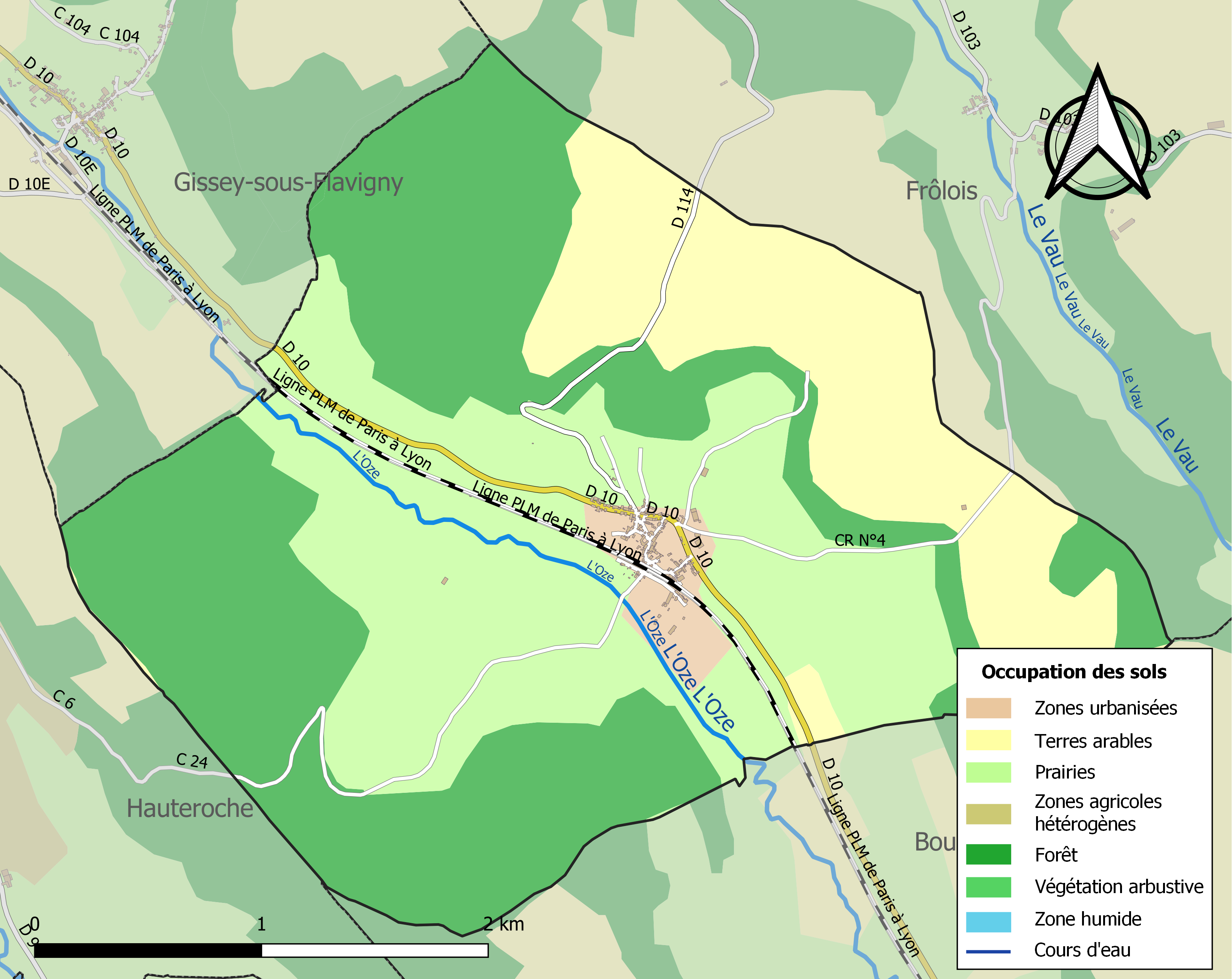
Carte des infrastructures et de l'occupation des sols de la commune en 2018 (CLC).

## Histoire
La première trace écrite du village date de 1085 dans le cartulaire de St Étienne de Dijon sous le nom de Tenisseyum. Mais le nom, sans doute issu d'un gentilice gallo-romain, témoigne d'une histoire plus ancienne.
Le premier seigneur connu est Jean de Thenissey, mais il semble y avoir eu plusieurs seigneuries se partageant le finage. C'est la famille Poinceot qui, au XVe siècle, va réunir le pouvoir seigneurial avant de prendre le nom de "Gellan". Suivront par les mariages, la famille d'Edouard, puis la famille de Clugny (jusqu'à la Révolution). La veuve du dernier marquis de Clugny, Marie-Charlotte de Lannoye, s'est remariée avec Joseph Guy de Tulle, marquis de Villefranche, en 1793.
Sous l'ancien Régime, Thenissey appartenait au bailliage de la Montagne (Châtillon-sur-Seine), prévôté de Baigneux-les-Juifs, dépendait de l'évêché d'Autun et du grenier à sel de Semur-en-Auxois. Le village a été, au Moyen Âge, très marqué par le servage. Le droit de mainmorte n'a été racheté au seigneur par la Communauté des habitants qu'en 1689. Les autres droits féodaux (cens, lods, indire, etc.) ont perduré jusqu'en 1789 et été fermement maintenus par la famille seigneuriale.
Au XIXe siècle, la structure et la vie de la commune ont été transformées par la construction du chemin de fer (ligne "impériale" Paris-Lyon) entre 1849 et 1851 puis par la création d'une gare (station) en 1890.

## Politique et administration
| Période                                  | Période        | Identité          | Étiquette | Qualité |
| ---------------------------------------- | -------------- | ----------------- | --------- | ------- |
| mars 2014                                | 6 octobre 2024 | M. Georges Courbé |           |         |
| Les données manquantes sont à compléter. |                |                   |           |         |

Maires de Thenissey depuis la Révolution : Jacques Dumont (1790) ; Antoine Olivier (1791-1795) ; Jacques Dumont (1795-1797) ; Antoine Olivier (1797-1799) ; Philibert Beleurgey (1799-1814) ; Philibert Olivier (1814-1831) ; Jean-Baptiste Gérard (1831-1832) ; François Belin (1832-1848) ; Antoine Thoreau (1848-1850) ; François Belin (1851-1860) ; Philibert Thoreau (1860-1870) ; Jean-Baptiste Metsche (1871-1876) ; Victor Rousselet (1876-1881) ; François Parvy (1881-1884) ; Guy de Tulle, marquis de Villefranche (1884-1892) ; Claude Ayel (1892-1901) ; Guy de Tulle, marquis de Villefranche (1901-1919) ; René Renaut (1919-1944) ; Henri Renaut (1945-1949) ; Maurice Vallerot (1950-1965) ; Pierre Renaut (1965-2001) ; Alain Collard (2001-2014).

## Démographie
L'évolution du nombre d'habitants est connue à travers les recensements de la population effectués dans la commune depuis 1793. Pour les communes de moins de 10 000 habitants, une enquête de recensement portant sur toute la population est réalisée tous les cinq ans, les populations de référence des années intermédiaires étant quant à elles estimées par interpolation ou extrapolation. Pour la commune, le premier recensement exhaustif entrant dans le cadre du nouveau dispositif a été réalisé en 2008.

En 2022, la commune comptait 91 habitants, en évolution de −19,47 % par rapport à 2016 (Côte-d'Or : +0,82 %, France hors Mayotte : +2,11 %).
| 1793 | 1800 | 1806 | 1821 | 1836 | 1841 | 1846 | 1851 | 1856 |
| ---- | ---- | ---- | ---- | ---- | ---- | ---- | ---- | ---- |
| 360  | 316  | 348  | 344  | 327  | 323  | 334  | 450  | 292  |

| 1861 | 1866 | 1872 | 1876 | 1881 | 1886 | 1891 | 1896 | 1901 |
| ---- | ---- | ---- | ---- | ---- | ---- | ---- | ---- | ---- |
| 285  | 289  | 271  | 237  | 237  | 251  | 234  | 227  | 220  |

| 1906 | 1911 | 1921 | 1926 | 1931 | 1936 | 1946 | 1954 | 1962 |
| ---- | ---- | ---- | ---- | ---- | ---- | ---- | ---- | ---- |
| 225  | 219  | 185  | 199  | 190  | 251  | 214  | 204  | 193  |

| 1968 | 1975 | 1982 | 1990 | 1999 | 2006 | 2008 | 2013 | 2018 |
| ---- | ---- | ---- | ---- | ---- | ---- | ---- | ---- | ---- |
| 176  | 172  | 157  | 131  | 115  | 118  | 119  | 118  | 97   |

| 2022 | - | - | - | - | - | - | - | - |
| ---- | - | - | - | - | - | - | - | - |
| 91   | - | - | - | - | - | - | - | - |

NB :1851 : 450 (construction du chemin de fer)- 1936 : 225 (chantier du quadruplement de la voie ferrée) - 1946 : 216.

## Lieux et monuments
- Château du XVIIIe siècle, inscrit M.H.[16] (Coordonnées : 47° 29′ 31″ N, 4° 37′ 28″ E).
- Vieux château du XVe siècle, construit par Guillaume Poinceot à la place d'une "forte tour existant d'ancienneté".
- Église paroissiale Saint-Léger, au clocher roman, aux nef et chœur des XVe et XVIe siècles. L'intérieur présente des peintures murales du 1er quart du XVIe siècle.
- Grange « des dixmes » Saint-Antoine près de la place centrale, autrefois place de l'Arbre de la Liberté (1792).
- Lavoir (près de la maison commune) construit en 1872.

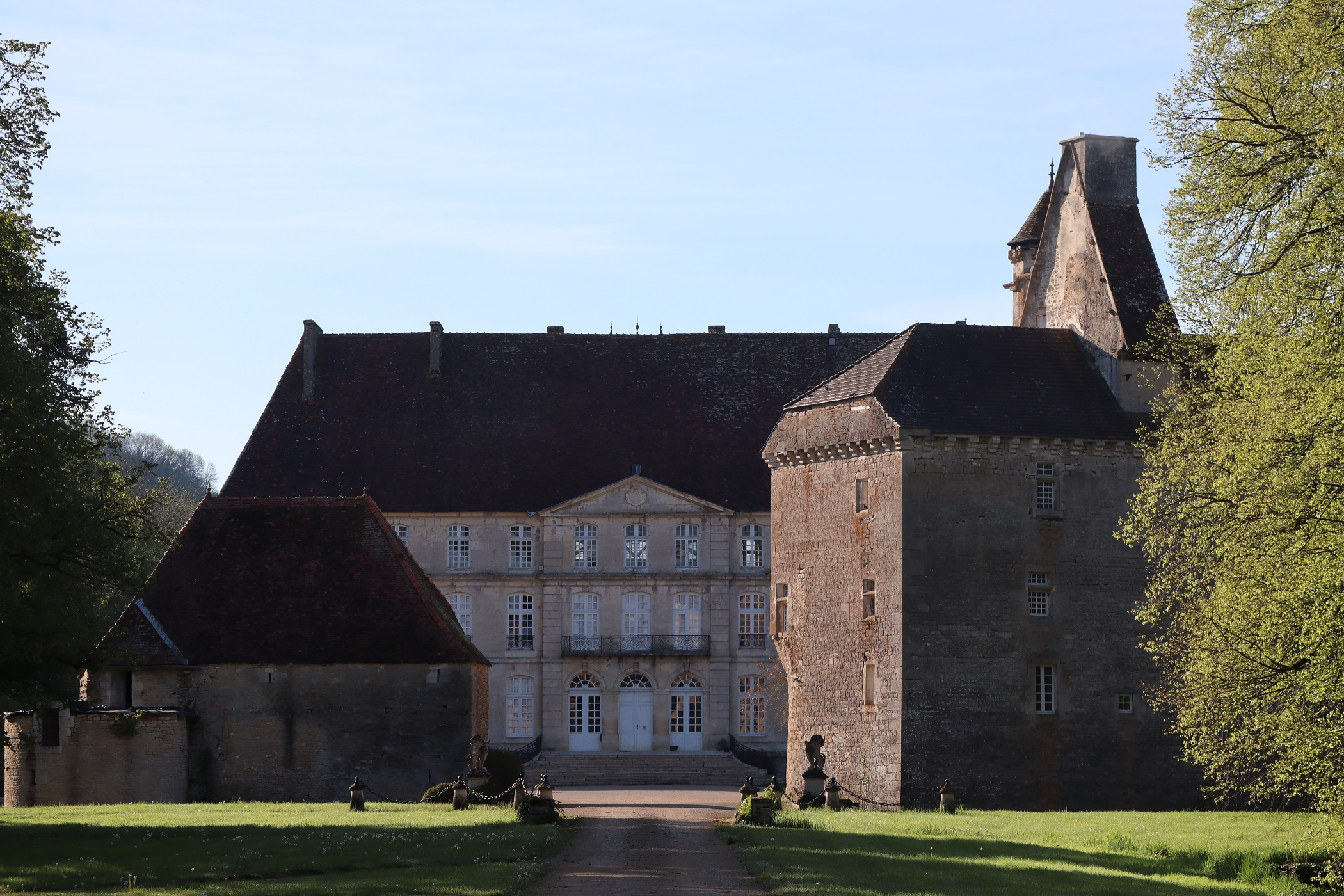
Les vieux et nouveau châteaux.
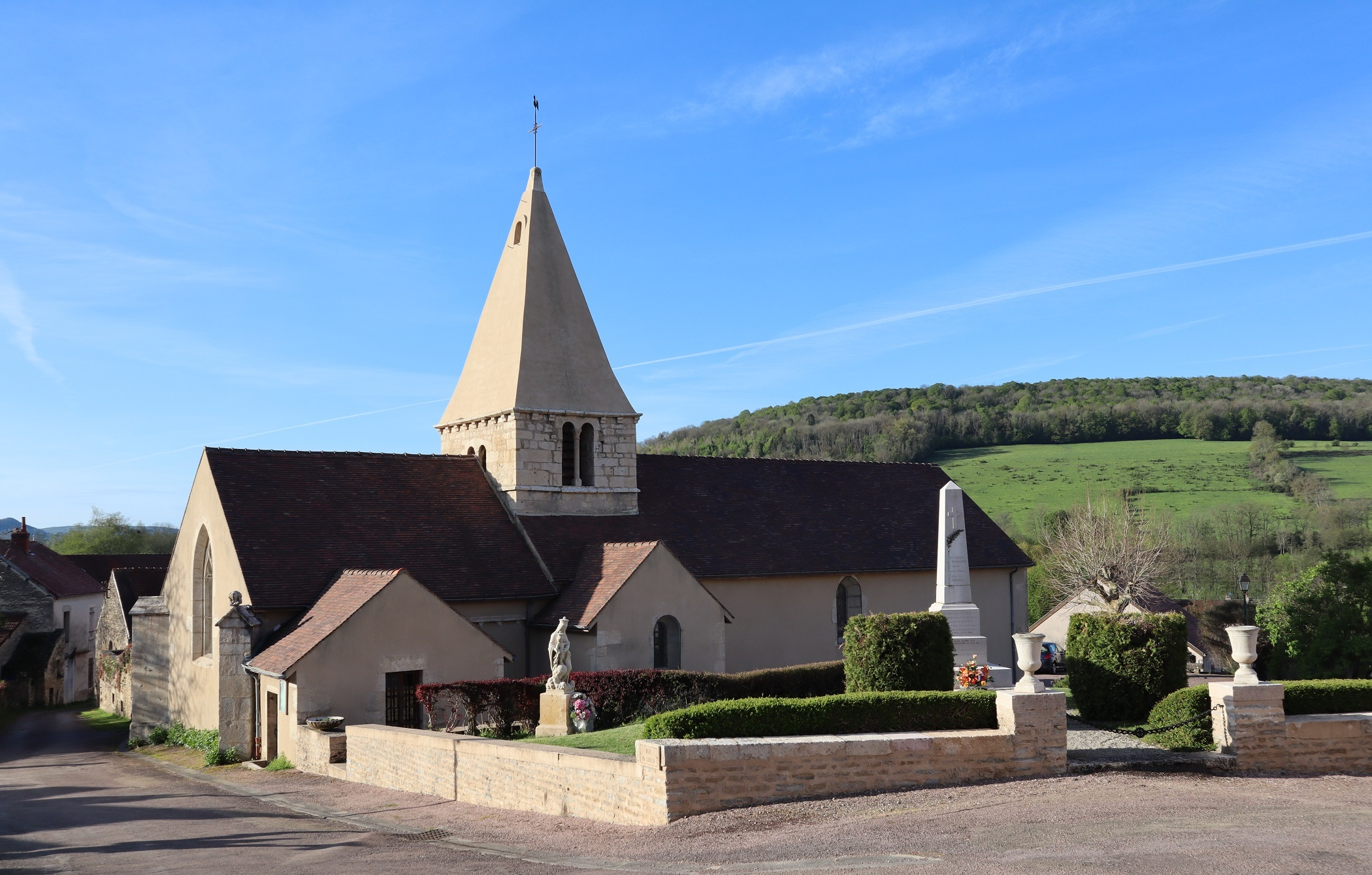
L'église Saint-Léger.
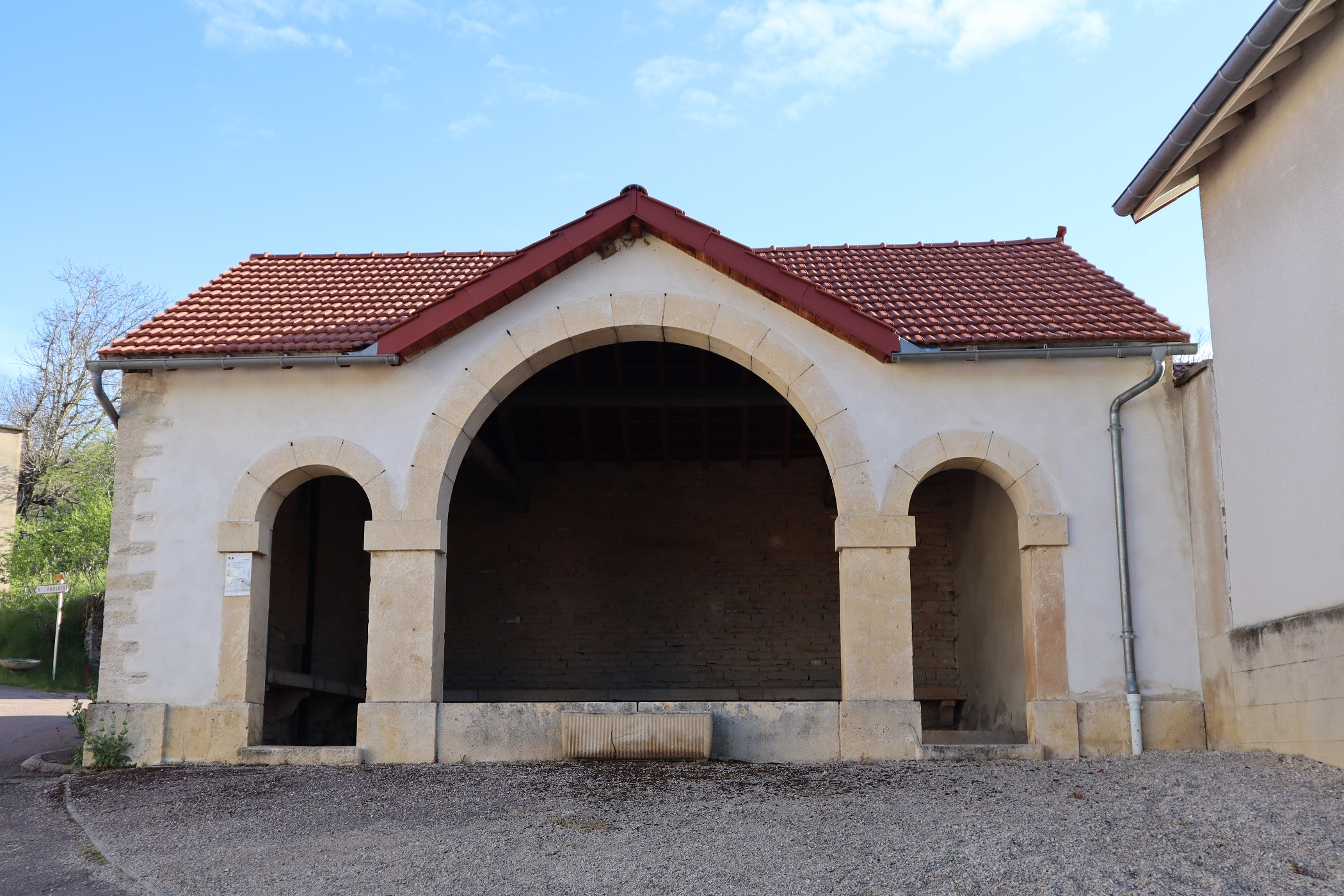
Lavoir au bourg.

## Personnalités liées à la commune
- Joseph-Guy-Louis-Hercule-Dominique de Tulle de Villefranche (marié en 1793 à Marie-Charlotte Alexandrine de Lannoye, veuve de Charles Louis, marquis de Clugny), propriétaire du château de Thenissey, a été sous la Restauration, maire de Looze dans l'Yonne, président du Conseil général de ce département, député et pair de France.